# Albardo
Albardo ist ein Ort und eine ehemalige Gemeinde (Freguesia) im portugiesischen Kreis Guarda. Die Gemeinde hatte 143 Einwohner (Stand 30. Juni 2011).
Am 29. September 2013 wurden die Gemeinden Albardo und Pousade zur neuen Gemeinde União das Freguesias de Pousade e Albardo zusammengeschlossen. Albardo ist Sitz dieser neu gebildeten Gemeinde.